# Hydraena evansi
Hydraena evansi är en skalbaggsart som beskrevs av Balfour-browne 1945. Hydraena evansi ingår i släktet Hydraena och familjen vattenbrynsbaggar. Inga underarter finns listade i Catalogue of Life.